# Келугерень (комуна, Прахова)
Келугерень, Келугерені (рум. Călugăreni) — комуна у повіті Прахова в Румунії. До складу комуни входять такі села (дані про населення за 2002 рік):
- Валя-Скейлор (186 осіб)
- Келугерень (1264 особи) — адміністративний центр комуни

Комуна розташована на відстані 75 км на північ від Бухареста, 31 км на північний схід від Плоєшті, 134 км на захід від Галаца, 87 км на південний схід від Брашова.

## Населення
За даними перепису населення 2002 року у комуні проживали 1450 осіб, усі — румуни. Усі жителі комуни рідною мовою назвали румунську.
Склад населення комуни за віросповіданням:
| Релігія       | Кількість осіб | Відсоток |
| ------------- | -------------- | -------- |
| православні   | 1446           | 99,7%    |
| римо-католики | 4              | 0,3%     |

## Зовнішні посилання
- Дані про комуну Келугерень на сайті Ghidul Primăriilor [Архівовано 28 листопада 2009 у Wayback Machine.]